# Ornipressine
L’ornipressine est un médicament polypeptidique vasoconstricteur agissant préférentiellement sur le système splanchnique.
Elle a des effets secondaires très graves (ischémie colique, glossite...) qui limitent très fortement son utilisation.